# Diphasia paarmani
Diphasia paarmani är en nässeldjursart som beskrevs av Nutting 1904. Diphasia paarmani ingår i släktet Diphasia och familjen Sertulariidae. Inga underarter finns listade i Catalogue of Life.